# Witramowo
Witramowo [pronunciación en polaco: /vitraˈmɔvɔ/] (en alemán: Wittmannsdorf) es un pueblo ubicado en el distrito administrativo de Gmina Olsztynek, dentro del Condado de Olsztyn, Voivodato de Varmia y Masuria, en Polonia del norte. Se encuentra aproximadamente a 12 kilómetros al sur de Olsztynek y a 35 kilómetros al sur de la capital regional Olsztyn.
Antes de 1945, el área fue parte de Alemania (Prusia Oriental).